# 米兰·穆什卡蒂罗维奇
米兰·穆什卡蒂罗维奇（羅馬化：Milan Muškatirović，1934年3月9日—1993年9月27日），波斯尼亚和黑塞哥维那男子水球运动员。他曾代表南斯拉夫参加1960年和1964年夏季奥林匹克运动会水球比赛，其中1964年奥运会获得一枚银牌。